# 野芷湖车辆段
野芷湖車輛段是武汉地铁7号线和8号线的車輛基地，位于武汉市洪山区野芷湖。本段集地铁7号线、8号线等多条线路的综合指挥楼、联合车库、运用库、运转综合楼、调机及工程车库、牵引降压变电所、动调试验间、污水处理站、蓄电池间等于一体，是目前武汉所有地铁车辆段规模最大、最丰富复杂的“地铁枢纽”，也是武汉地铁网络中，第一个建有换乘车站的车辆段。另外，野芷湖车辆段还负责地铁5号线的厂架修任务。这个“地铁枢纽”用地最长处约1550米，最宽处约470米，占地面积38.637公顷，总建筑面积16.28万平米，包括16个建筑单体，其中包括8万平米的大库，最多能容纳存放100辆地铁列车。段内设置有7号线和8号线的联络线。尤其值得一提的是，该车辆段还是城市综合利用的典范，南北可眺望汤逊湖和野芷湖，紧邻连接珞狮南路与文化大道的野芷湖立交，三环线也近在咫尺，在列车车库上规划了8栋商住房地产项目。届时，一楼是列车车库，二楼及以上是一线双湖景商业住宅楼。